# Westercelle
Westercelle ist ein Ortsteil der Kreisstadt Celle in Niedersachsen, der etwa 3 km südlich der Innenstadt am Fluss Fuhse liegt.

## Geschichte

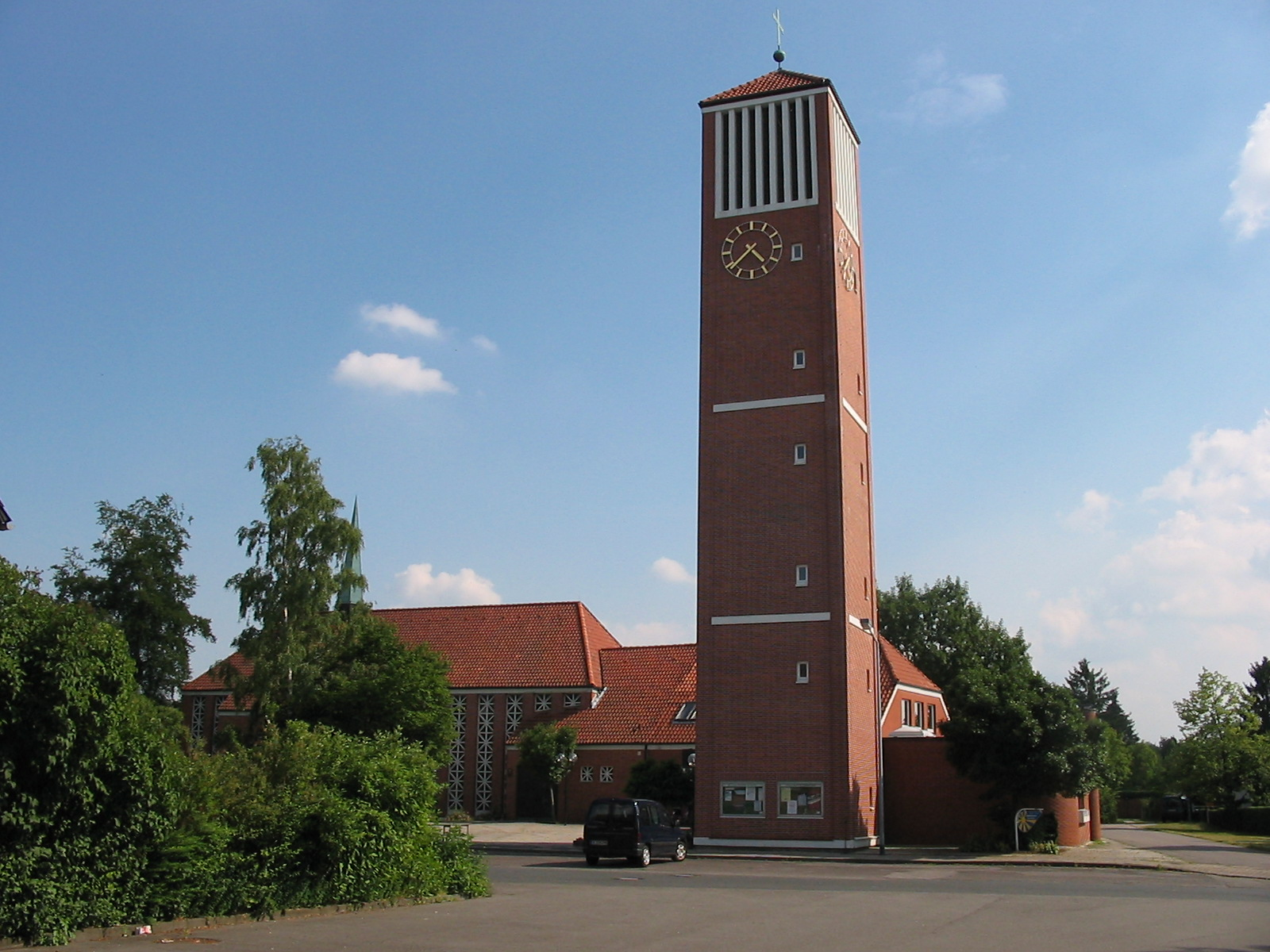
Christuskirche

Der Ort erhielt seinen Namen durch die westliche Lage der Siedlung zum ursprünglichen Ort Celles, jetzt Altencelle. Erste Behausungen wurden am Ufer der Fuhse errichtet.
Westercelle ist altes Siedlungsgebiet. Erste steinzeitliche Siedlungsspuren in Gestalt mehrerer tausend Steinwerkzeuge auf dem Fundplatz Schinderkuhle sind seit Anfang des 20. Jh. bekannt. An der Straße zum Ortsteil Bennebostel befinden sich Gräber aus der Bronzezeit. Die erste urkundliche Erwähnung findet sich in einer Kaiserurkunde von Heinrich dem II. aus dem Jahr 1013.
Westercelle entwickelte sich zu einem rein landwirtschaftlich geprägten, relativ großen Dorf mit Bauernhöfen auf beiden Seiten der von Celle nach Süden nach Hannover führenden Straße, aus der später die Bundesstraße 3 wurde. Einzelne Bauernhöfe sind noch vorhanden.
Eine Feuersbrunst von größerer Ausdehnung wütete 1852 in Westercelle. In der Nacht vom 26. zum 27. Juli 1852 war ein Brand ausgebrochen, der sich mit hoher Geschwindigkeit über den ganzen Ort ausdehnte. In wenigen Stunden waren die Wohnhäuser, Nebengebäude und Wirtschaftsräume auf 9 Vollhöfner-, 4 Halbhöfner-, 2 Kötner- und 2 Abbauerstellen gänzlich zerstört, ebenfalls das Schulhaus. Insgesamt fielen 28 Wohnhäuser und 30 Wirtschaftsgebäude den Flammen zum Opfer. 40 Familien mit 151 Personen waren obdachlos geworden. Nicht nur viel Vieh verbrannte, sondern die ganze erste Heuernte des Jahres und ein großer Teil der Roggenernte wurden vernichtet. Es kam allerdings auch eine Familie in den Flammen um, nämlich der Hofbesitzer Friedrich Krüger zusammen mit seiner Ehefrau und zwei Töchtern, wie ein Eisengrabkreuz auf dem Westerceller Friedhof kundtut. Nur das letzte Glied der Familie, ein elfjähriger Knabe, bleibt unversehrt, berichtet das Tagblatt der Stadt Bamberg. In den folgenden Monaten wurden die Höfe vorwiegend weiter entfernt wieder errichtet, allerdings mit großen Abständen untereinander.
Mit Wirkung vom 1. Januar 1973 wurde die Gemeinde aufgelöst und großenteils in die Stadt Celle eingemeindet. Die Gebiete südlich des Fuhsekanals wurden der Gemeinde Adelheidsdorf und somit der Samtgemeinde Wathlingen zugeschlagen.

## Religion
Die Evangelisch-lutherische Kirchengemeinde Westercelle ist in der Christuskirche beheimatet. Sie ist Teil des evangelisch-lutherischen Kirchenkreises Celle. 
Das Gebiet des Ortsteils ist Teil des römisch-katholischen Bistums Hildesheim.

## Politik

### Ortsrat
Der Ortsrat Westercelle hat neun Mitglieder, die sich seit der letzten Kommunalwahl vom 12. September 2021 wie folgt verteilen:

Bei der Kommunalwahl 2021 ergab sich folgende Sitzverteilung:
| Ortsrat 2021Insgesamt 9 Sitze - SPD: 3 - Grüne: 1 - FDP: 1 - CDU: 3 - AfD: 1 |

### Ortsbürgermeisterin
Ortsbürgermeisterin ist seit dem 11. November 2021 Kathrin Fündeling (CDU). Ihr Vorgänger war 10 Jahre lang Reinhold Wilhelms (SPD). Reinhold Wilhelms (SPD) und Dagmar Bedford (Bündnis 90/Die Grünen) wurden zum Stellvertreter bzw. zur Stellvertreterin gewählt.

### Wappen
Der grüne Wappenschild wird schräg von rechts unten nach links oben durch eine weiße Wellenlinie geteilt, die den Fluss Fuhse symbolisiert. Oberhalb befindet sich ein weißer Pferdekopf, unterhalb ein weißes Lindenblatt.

## Kultur und Sehenswürdigkeiten
- Westercelle verfügt über ein eigenes Freibad, das inzwischen nicht mehr von der Stadt, sondern von einem Verein (Förderverein Freibad Westercelle) betrieben wird.
- Die Flussauen der Fuhse sind sehenswert.

## Baudenkmale
- Liste der Baudenkmale in Celle-Außenbereiche#Westercelle

## Sport
Die Schützengesellschaft Westercelle wurde bereits 1644 gegründet. Seit 1950 gibt es den Sportverein VfL Westercelle. Er ist größte Sportverein innerhalb der Stadt Celle mit zurzeit 17 Sparten. Vorsitzender ist seit 2016 Harald Nowatschin. Der Reit- und Fahrverein am Triftweg sowie die Voltigier- und Reitgemeinschaft Westercelle bieten weiteren Freizeitwert.

### Regelmäßige Veranstaltungen
- Schützenfest

## Wirtschaft und Infrastruktur
Seit den 1970er Jahren siedelten sich Industrie- und Gewerbebetriebe in den geschaffenen Gewerbegebieten an, wobei die verkehrsgünstige Lage zur Bundesstraße 3 ausgenutzt wird. In Westerceller Gewerbegebieten sind u. a. „Street One“ und „trispel“ ansässig.

### Bildung
Westercelle hat drei allgemeinbildende Schulen: zwei Grundschulen (Grundschule Bruchhagen und Grundschule Nadelberg) und seit dem 1. August 2012 mit Verfügung der Landesschulbehörde Lüneburg vom 10. Februar 2012 die Oberschule III (ehm. Realschule Westercelle) mit einer Außenstelle im nahgelegenen Stadtteil Heese (Heese-Süd-Schule). Für die Jugendarbeit ist das „Jugenddorf Westercelle“ von Bedeutung.

### Verkehr
Nach Fertigstellung des zweiten Abschnitts der Ostumgehung 2013 ist Westercelle erheblich vom Durchgangsverkehr entlastet worden.
Durch diesen Stadtteil von Celle verläuft im Westen die Bahnstrecke Lehrte–Hamburg-Harburg der Deutschen Bahn. Der Bahnhof Celle wird vom Intercity-Express, Intercity, Metronom in Richtung Hannover und Hamburg sowie der S-Bahn Hannover bedient.
Bis zum 26. September 1981 besaß Westercelle einen Haltepunkt an der inzwischen weitestgehend abgebauten Bahnstrecke Gifhorn Stadt–Celle.
Die Buslinie 7, 11, 600 und 700 des Verkehrsbetriebs CeBus halten in Westercelle und sind an den Zentralen Umstiegsplatz in der Celler Altstadt angebunden, von wo aus Anschlussmöglichkeiten in das Stadtmitte, den Hauptbahnhof und den Landkreis Celle bestehen. [Stand 04/15]

## Persönlichkeiten
- Oskar Ansull (* 29. Mai 1950), deutscher Schriftsteller und Rezitator
- Edmund Rehwinkel (1899–1977), Landwirtschaftspolitiker und Bauernfunktionär
- Heinz Leo Marhenke (1921–2011), Unternehmer und Autor